# Аутодафе мога оца
„Аутодафе мога оца“ је југословенски филм из 1971. године. Режирао га је Петар Шарчевић, а сценарио је писао Иван Раос.

## Улоге
| Глумац            | Улога |
| ----------------- | ----- |
| Ета Бортолаци     |       |
| Иво Кадић         |       |
| Мирко Шегрт       |       |
| Фабијан Шоваговић |       |
| Мира Зупан        |       |